# Belting (musica)
Il belting (o vocal belting) è una tecnica canora con la quale il cantante porta la propria voce di petto oltre il suo punto limite grazie al parziale uso della voce di testa, il falsetto. Il belting è anche chiamato "voce mista", ma se eseguito nella maniera errata può essere potenzialmente dannoso per la voce.
Viene spesso descritto come un registro vocale, nonostante sia tecnicamente scorretto; si tratta più di un termine descrittivo per l'uso di un registro, spesso utilizzato per esprimere intensità drammatica.
Diventato diffuso nei musical di Broadway dopo la performance di Ethel Merman in Girl City (1930), specialmente nella canzone I Got Rhythm, nei titoli d'apertura del film della saga di James Bond Goldfinger (1964) compare una colonna sonora eseguita da Shirley Bassey, che ha reso il belting caratteristica distintiva dei film di James Bond, realizzando in seguito le colonne sonore di altri due film della saga.

## Tecnica
Il "registro di petto" è il registro vocale più basso, prodotto dall'uso predominante del muscolo tiroaritenoideo. Il termine inglese "belt" assume in questo caso il significato di "risuonare, rimbombare"; il belting è infatti una tecnica di canto che consente di emettere note del registro del falsetto con la stessa intensità delle note cantate in registro di petto. "Voce piena" è un termine generico che si riferisce alle funzioni sonore e muscolari della voce parlata. Una adeguata riproduzione della voce "belt", secondo alcuni tecniche canore, include minimizzare la tensione dei muscoli della gola e cambiare il tipico posizionamento del suono della voce nella bocca, portandolo avanti nel palato duro, anche se la tecnica varia dal diverso stile pedagogico.
È possibile imparare metodi canori classici come il bel canto e anche essere in grado di riprodurre la tecnica belt; infatti molti ruoli le richiedono entrambe. Vocalisti specializzati in un'ampia gamma di stili descrivono esperienze molto varie durante l'apprendimento della suddetta tecnica. Alcuni dichiarano che viene naturale, altri hanno difficoltà ad accedere al registro di petto quando non stanno parlando. Lo stile della musica non sembra essere un fattore correlato alla difficoltà di apprendimento.
La tecnica belt richiede coordinazione muscolare non spesso usata dai cantanti classicamente preparati, in quanto ora il muscolo tiroaritenoideo è dominante (mentre solitamente è il muscolo cricotiroideo ad esserlo), che potrebbe essere il motivo per cui alcuni cantanti lirici trovano questa modalità canora particolarmente difficile.